# Семен Федорович Друцький
Семен Друцький-Соколинський (? — після 1514) — руський князь ВКЛ, син Федора Івановича Бабича. Починальник Друцьких-Соколинських.
Намісник торопецький (1489) і брянський (1492–94). Власник Соколина біля Друцька, сіл Кривино, Несіно і частки Драчалук на Вітебщині. В 1508 році Семен разом з сином дістав Бабчу, Камінь й Ладосну Черствятської волості, а 1511 р. — с. Непоротовичі (всі у Полоцькім повіті).
У 1514 потрапив до московського полону, де й помер.